# GSC3201-1693
GSC3201-1693 — хімічно пекулярна зоря спектрального класу A0, що має видиму зоряну величину в смузі V приблизно 10,5.